# 5017 Tenchi
Az 5017 Tenchi (ideiglenes jelöléssel 1977 DS2) a Naprendszer kisbolygóövében található aszteroida. Hiroki Kosai,  Kiichiro Hurukawa fedezte fel 1977. február 18-án.